# Badstube Mimbach
Die Badstube Mimbach (vormals Badstube) ist ein Naturschutzgebiet und Natura 2000-Gebiet im Saarpfalz-Kreis im Saarland.
Die Badstube liegt auf der Gemarkung von Blieskastels Stadtteil Webenheim südöstlich von Mimbach im Biosphärenreservat Bliesgau und nahe der Landesgrenze zu Rheinland-Pfalz. Zum Naturschutzgebiet wurde das Areal am 3. September 1962 erklärt und am 24. Juni 2016 ergänzt.
Es handelt sich um eine alte terrassierte Ackerlandschaft. Die Hänge im Süden und Südwesten befinden sich auf unterem Muschelkalk.

## Flora & Fauna
Auf dem ca. 9,48 Hektar großen Gelände befinden sich ein Orchideen-Buchenwald, ein Waldmeister-Buchenwald, eine Magere Flachland-Mähwiese und ein Kalk-Trockenrasen. Die Magerrasen stechen hervor durch eine hohe Artenvielfalt und Vorkommen an Orchideen.
In der Tierwelt finden sich unter anderem Goldene Scheckenfalter, Bergsingzikaden, Neuntöter und Turteltauben.
2004 wurden in dem Naturschutzgebiet besonders viele Bergsingzikaden beobachtet mit einer teilweisen Populationsdichte von 10–15 Exuvien auf 1 m2.